# Cosmi Corporation
Cosmi Corporation, meglio nota come Cosmi, è stata un'azienda statunitense sviluppatrice e editrice di videogiochi e di altro software di consumo, attiva dal 1982 al 2020 e specializzata nei prodotti a prezzi economici. La sede centrale è cambiata nel tempo tra varie città della California.
L'azienda utilizzò anche i marchi Celery Software, Swift Software e Starshine Software, e negli ultimi anni di attività assunse i nomi ValuSoft Cosmi e infine Play Hard Games.

## Storia
Cosmi venne fondata nel 1982 da George Johnson (1934-2020), dopo che ebbe venduto la sua precedente attività di fabbricazione e registrazione di nastri magnetici. L'intento dell'azienda è sempre stato di produrre internamente e vendere software a prezzi economici.
Iniziò producendo giochi per home computer; nel 1984 negli Stati Uniti Cosmi commercializzava giochi per Atari 8-bit, Commodore VIC-20, Commodore 64 e TI-99/4A, su dischetto e cassetta, a prezzi tra i 9,95 $ e i 19,95 $, una categoria considerata budget, mentre i software della concorrenza potevano costare 30-50 $.
Nei primi anni di attività dell'azienda, molti dei suoi giochi più noti furono sviluppati dal programmatore Paul Norman per Commodore 64, tra cui il suo primo grande successo, l'innovativo Forbidden Forest (1983), e Super Huey (1985), un simulatore di elicottero molto venduto.
Paul Norman, allora un chitarrista professionista a corto di ingaggi, aveva da pochi mesi iniziato a sviluppare videogiochi per un negozio chiamato Synchro, dove stava già realizzando Forbidden Forest, ma il negozio stava andando in fallimento. Quando il direttivo della Cosmi venne sul posto per valutare l'acquisizione del negozio, vide anche il gioco di Norman. La Cosmi stava mettendo insieme la propria squadra di sviluppo e ricontattò Norman per assumerlo. All'epoca gli sviluppatori della Cosmi erano una piccola squadra (6 all'arrivo di Norman, poi scesi a 3), e lavoravano da casa, non essendoci ancora una sede operativa. Forbidden Forest fu mostrato ai tecnici dell'azienda nella casa di Johnson a Pasadena, e ne videro subito il potenziale.
Altri titoli notevoli del primo periodo di Cosmi sono Caverns of Khafka (1983), Slinky (1983) e Aztec Challenge (1983) (quest'ultimo opera di Norman, mentre degli altri due Norman realizzò solo la conversione per Commodore 64).
A metà anni '80 l'azienda aveva guadagnato una notevole fama nel settore videogiochi, ma in seguito perse rilevanza e all'inizio degli anni '90 pochi giochi della Cosmi arrivavano a essere pubblicati in Europa.
Negli anni '80 e '90 Cosmi utilizzò anche l'etichetta secondaria Celery Software, per programmi di utilità e videogiochi a prezzi ancora più bassi (5,95-7,95 $ nel 1988). Celery pubblicò anche alcune edizioni americane di giochi di provenienza europea.
Almeno dal 1990 veniva utilizzato il marchio Swift Software, divisione della Cosmi inizialmente dedicata al software di utilità.
Il mercato della Cosmi si diversificò sempre più per coprire, oltre ai videogiochi, tutte le maggiori categorie di software per la casa e l'ufficio, come aziendale, grafica, editoria, utilità, apprendimento, lingue, educazione, viaggi e stile di vita.
Nel 1999 sono stati assegnati alla Cosmi anche due brevetti per due modelli di contenitori di dischi ottici, di cui uno accreditato come invenzione allo stesso Johnson.
Intorno al 2000 Cosmi Corp. produceva oltre 6 milioni di unità di software all'anno ed era tra i primi dieci editori di software degli Stati Uniti. Secondo Johnson era l'unico editore rimasto a produrre intenzionalmente software da vendere a solo 10-15 $. L'azienda puntava a massimizzare la leva finanziaria rimanendo privata, e non essendo andata in debito con gli investitori riusciva a ottenere un return on investment di oltre il 1000% annuo.
L'azienda non esternalizzava nulla e si occupava in casa di tutte le fasi del software, dalla programmazione alla fabbricazione, vendita e supporto clienti, in modo da tenere tutti i costi sotto controllo. La produzione era guidata in base agli ordini ricevuti, evitando le giacenze di prodotti finiti in magazzino, e puntando piuttosto alla rapidità del time to market.
Un'altra direttrice era puntare alle grandi quantità e all'acquisto d'impulso. Si cercava di imitare la concorrenza, riproponendo ciò che già aveva successo, in forma migliorata e a buon prezzo, rinunciando perciò a innovare e ad arrivare primi sul mercato. I software di utilità erano di tipo semplice e orientato solo a fare una cosa specifica.
All'epoca Cosmi distribuiva il software tramite molti rivenditori al dettaglio come Walmart, Office Depot, Best Buy, K-Mart, Software Etc., Babbage's, Electronics Boutique, OfficeMax, CompUSA, Computer City e Staples.
La scelta di non diventare mai una società ad azionariato diffuso le permise di superare bene anche la recessione del settore software che ci fu dopo la Bolla delle dot-com.
Intorno al 2001 l'azienda utilizzava anche i marchi secondari Swift Software, Starshine Software e SwiftWare Software.
Verso il 2002 la Cosmi aprì una divisione in Europa, con 15 dipendenti, Cosmi Europe Ltd., con sede a Daventry nel Regno Unito.
Cosmi Corporation si dimostrò un attore importante sul mercato internazionale. Ad esempio nel 2007 stipulò un'alleanza strategica con la Phoenix Software per la distribuzione in Sudafrica. Secondo NPD Techworld, azienda indipendente di ricerche di mercato in Occidente, era divenuta il maggiore editore di software di produttività.
Nel 2012 la THQ vendette alla Cosmi la propria divisione videogiochi ValuSoft, dedicata ai giochi per PC a basso prezzo, come 18 Wheels of Steel e Master Cook. L'acquisizione avvenne per una cifra non dichiarata, mediante l'istituzione della ValuSoft Finance LLC, una consociata della Cosmi. La nuova unione ValuSoft Cosmi diventava il secondo maggior editore al dettaglio statunitense di giochi per PC per numero di copie vendute, e il primo di software a basso prezzo, sempre per numero di copie.
Nel tardo 2017 il sito di ValuSoft Cosmi smise di funzionare, per poi rimandare nel 2018 al nuovo marchio Play Hard Games, che vendeva solo riedizioni di videogiochi, ebbe vita breve ed entro il 2020 anche il suo sito scomparve.
Nel 2020 Ziggurat Interactive, una nuova editrice specializzata in rifacimenti e aggiornamenti di giochi classici, acquisì il marchio Cosmi ValuSoft, non più utilizzato, e tra i suoi primi titoli pubblicò nuove versioni di Forbidden Forest e Super Huey.

## Videogiochi
Elenco approssimativo dei videogiochi pubblicati dalla Cosmi o dai suoi altri marchi (dove specificato). Generalmente i giochi a marchio Cosmi sono anche sviluppati dalla Cosmi, fino circa agli anni 2000 quando iniziano a essere sviluppati all'esterno, in particolare molti titoli sono della Webfoot Technologies. Probabilmente l'elenco è più completo per quanto riguarda il periodo degli home computer, in cui la Cosmi ha maggior notorietà nel settore.
- Astron IX (1982) per Atari 8-bit
- Aztec Challenge (1982) per Atari 8-bit, TI-99/4A, VIC-20
- The Crypts of Plumbous (1982) per Atari 8-bit
- Galactic Avenger (1982) per Atari 8-bit
- Meltdown (1982) per Atari 8-bit
- Spider Invasion (1982) per Atari 8-bit, TI-99/4A, VIC-20
- Spite and Malice (1982) per Atari 8-bit, C64
- Aztec Challenge (1983) per C64
- Caverns of Khafka (1983) per Atari 8-bit, C64
- The E Factor (1983) per Atari 8-bit
- Forbidden Forest (1983) per Atari 8-bit, C64
- Slinky (1983) per Atari 8-bit, C64, TI-99/4A, VIC-20
- Stargate Courier (1983) per Atari 8-bit
- Masters of Time (1984) per Atari 8-bit, C64
- Professor I.Q. (1984) per Atari 8-bit, C64
- Richard Petty's Talladega (1984) per Atari 8-bit, C64
- Monster Trivia (1985) per C64
- Super Huey (1985) per Amiga, Apple II, Atari 7800, Atari 8-bit, Atari ST, C64, DOS
- Beyond the Forbidden Forest (1986) per C64
- Delta Man (1986) per C64
- Gold Medal Games o World Games (1986, Celery) per C64
- Highnoon (1986, Celery) per C64
- Motor Mania (1986, Celery) per C64
- Super Huey II (1986) per C64, DOS
- Def Con 5 (1987) per Amiga, C64, DOS
- Fearless Fred and the Factory of Doom (1987, Celery) per C64
- Grand Master Chess (1987, Celery) per C64
- Inside Trader (1987) per DOS
- Legend of the Knucker-Hole (1987, Celery) per C64
- Mediator (1987, Celery) per C64
- Psycastria (1987, Celery) per C64
- Shirley Muldowney's Top Fuel Challenge (1987) per C64
- Steve Garvey vs. Jose Canseco in Grand Slam Baseball (1987) per C64
- Chernobyl (1988) per C64
- Corporate Raider: The Pirate of Wall St. (1988) per DOS
- Money Bags: Beat the Gnome of Zurich (1988) per DOS
- Navcom 6: The Persian Gulf Defense (1988) per C64, DOS
- Paul Norman's Adventure Trilogy (1988, Celery) raccolta per Atari 8-bit, C64
- The President Is Missing (1988) per Amiga, Atari ST, C64, DOS
- Triple Crown Challenge: World Championship Motor Racing (1988) raccolta per C64
- Chomp! (1989) per C64, DOS
- Navy Seal (1989) per C64, DOS
- Presumed Guilty (1989) per C64, DOS
- War Eagles (1989) per DOS
- Arnie Savage: Combat Commando (1994, Celery) per DOS
- Las Vegas Super Slots (1994, Celery) per DOS
- Manfred Von Krashenbern's Flying Circus (1994) per DOS
- Stack Up (1994, Celery) per DOS
- Top 20 Solid Gold (1996) raccolta di piccoli giochi inediti per Windows 3.1
- Las Vegas Super Casino (1997) per Windows
- Multimedia Algebra (1998) per Windows
- 1000 Best Games for Windows (1999) raccolta per Windows
- 1000 Best Solitaire Games (1999) raccolta per Windows
- 3D Frog Frenzy (1999) per Windows
- 3D Dragon Duel (1999) per Windows
- 3D Pinball Express (1999) per Windows
- Battlegammon (1999) per Windows
- The Land Before Time: Preschool Adventure (1999) per Mac, Windows
- Solitaire Suite (1999, Starshine) per Windows
- Video Blackjack (1999, Starshine) per Windows
- Video Poker (1999, Starshine) per Windows
- 300 Arcade Games (2000) raccolta per Windows
- 3D Missile Madness (2000) per Windows
- Card Games for Windows (2000) raccolta per Windows
- Slots 100 (2000) per Windows
- 3D Caveman Rocks o Journey to Stonehenge (2001) per Windows
- Swift Classics Board Games (2001) raccolta per Windows
- Swift Classics: Mah Jongg Magic for Windows (2001) raccolta per Windows
- Top 30 Games 4 Kids (2001) raccolta per Windows
- 201 Solid Gold Games (2002) raccolta per Windows
- Action Arcade 5-Pak (2002, Swift) raccolta per Windows
- Drift: When Worlds Collide (2002) per Windows
- Frog Frenzy 2 (2002) per Windows
- 3D Game Pack (2003) raccolta per Windows
- 3D Marble Flip (2003) per Windows
- Blazing Games (2003) raccolta per Windows
- Forbidden Forest (2003) rifacimento per Windows
- Great Qin Warriors (2003) per Windows
- Live Pool (2003) per Windows
- Mini Golf (2003) per Windows
- Sea Bubble Burst (2003) per Windows
- Super Huey III (2003) per Windows
- When Bugs Attack (2003) per Windows
- Bikini Beach: Stunt Racer (2004) per Windows
- Jagged Alliance 2 (2004) solo distribuzione per Windows
- Kar Racing (2004) per Windows
- The Land Before Time: Prehistoric Adventures (2004) per Windows
- Random House Puzzles & Games: Crosswords (2004) per Windows
- Totally Spies!: Swamp Monster Blues (2004) per Mac, Windows
- Deep Sea Tycoon 2 (2005) solo distribuzione per Windows
- Paws and Claws: Pet School (2006) per Windows
- Dr. Daisy: Pet Vet (2007) per Android
- Laura Jones and the Gates of Good and Evil (2008) solo distribuzione per Windows
- 18 Wheels of Steel: Extreme Trucker 2 (2011) per Windows
- Paws and Claws: Pampered Pets (2013) per Windows

La ValuSoft Cosmi è accreditata soprattutto come distributrice per Windows di precedenti titoli della ValuSoft o titoli di altri editori:
- 18 Wheels of Steel: Across America
- 18 Wheels of Steel: American Long Haul
- 18 Wheels of Steel: Convoy
- 18 Wheels of Steel: Extreme Trucker
- 18 Wheels of Steel: Extreme Trucker 2
- 18 Wheels of Steel: Haulin'
- 18 Wheels of Steel: Pedal to the Metal
- Age of Enigma: The Secret of the Sixth Ghost
- The Complete Collection of 3 Classic Franchises, raccolta
- F29 Retaliator (emulazione su Steam)
- Ginormous 10 Pack, raccolta
- Hard Truck: 18 Wheels of Steel
- Jewel Quest: The Crown Collection, raccolta
- Jewel Quest Mysteries IV: The Oracle of Ur
- Let's Ride: Silver Buckle Stables
- Letters from Nowhere 1 & 2, raccolta
- Nancy Drew: A Mystery Adventure 4 Pack, raccolta
- Nancy Drew: Double Dare 6, raccolta

ValuSoft Cosmi era rivenditrice inoltre di titoli del passato come Age of Mythology, Bejeweled, Angry Birds, Bad Piggies, Rise of Nations.

## Software di utilità
I software di utilità Cosmi sono numerosi e difficilmente elencabili. Solo nel 2002 l'azienda manteneva attivi in catalogo circa 150 titoli in tutte le principali categorie.
All'epoca degli home computer si possono citare Paul Norman's Computerized Publishing Co., SwiftData, Swift Desktop Publisher, Top 20 Software Tools, SwiftSheet, Professional Word Processor, SwiftWord o TextPro.
Negli anni 2000 si fecero notare ad esempio Greeting Card Magic, 3-D Virtual Reality Architects, Travel Maps USA, Desktop Publisher, PDA Travel Companion, Print Perfect Scrapbook Deluxe, mySkins iPod Video, Website Promoter. 